# Willian Lanes de Lima
Willian Lanes de Lima, genannt Lima (* 10. Februar 1985 in Ribeirão Preto) ist ein brasilianischer Fußballspieler, der bei Betis Sevilla in der Primera División spielt. Er kann sowohl als linker Verteidiger wie auch als Innenverteidiger eingesetzt werden.

## Spielerkarriere
Der Brasilianer Lima wurde von Atlético Mineiro am 30. August 2007, einen Tag vor Transferschluss, verpflichtet. Aus Respekt vor dem Tod von Antonio Puerta des Ligarivalen FC Sevilla wurde seine Verpflichtung jedoch erst später offiziell bekanntgegeben.